# Kuc Kerry Bog

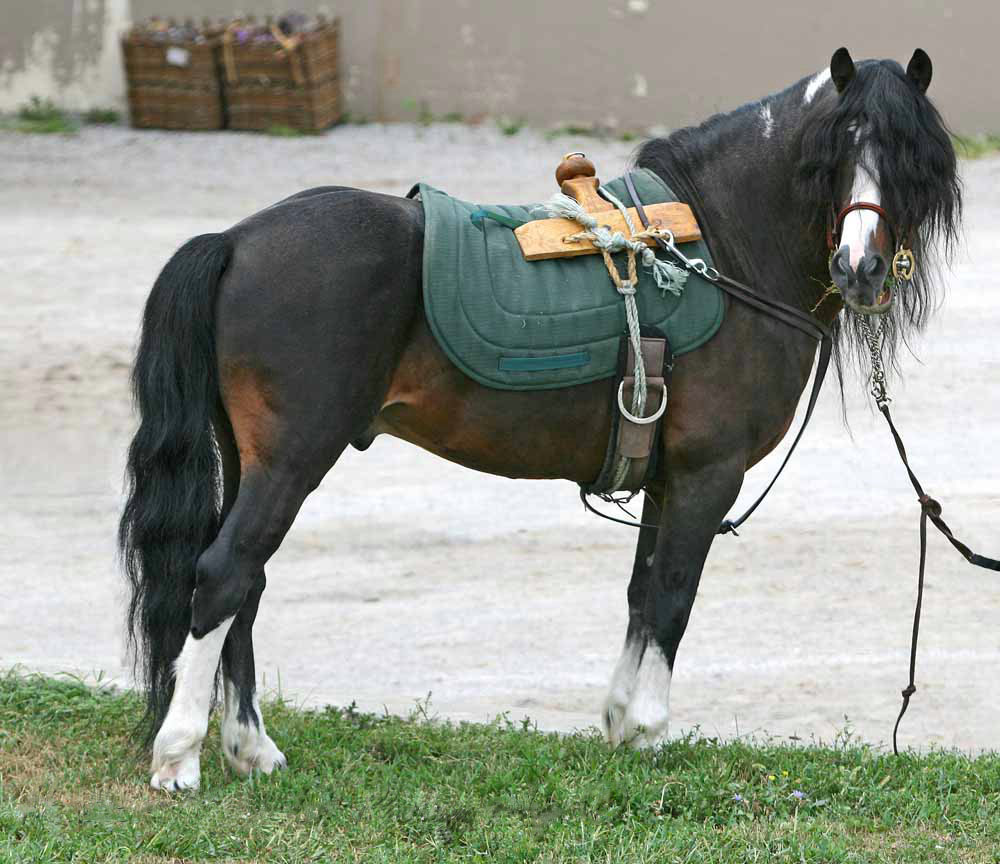
Ogier rasy Kerry Bog, 17-letni Badger, sprowadzony do Stanów Zjednoczonych, zaprezentowany na wystawie Rare Breed Show w Kentucky Horse Park

Kuc Kerry Bog – rasa kuców, pochodząca z gór i wrzosowisk, wyhodowana w Irlandii. Prawdopodobnie wywodzi się od wymarłej już rasy Irish Hobby. Początkowo podobno żył w stanie półdzikim na torfowiskach w hrabstwie Kerry. Miejscowi wykorzystywali kucyki do transportu torfu i wodorostów do wiosek. Cechy charakterystyczne rasy to niska waga w stosunku do wzrostu i nietypowa budowa kopyta, która pomagała poruszać się im po miękkim podłożu, takim jak torfowiska. Kuce są znane z dużej wytrzymałości i zdolności do przetrwania w trudnych warunkach.
Wojna, wzrost mechanizacji oraz spadki lokalnej populacji rasy niemal doprowadziły do wyginięcia rasy. W 1994 roku John Mulvihil z Glenbeigh wykonał badania genetyczne i stworzył stado kuców liczące 20 sztuk, które wykorzystał jako materiał do odbudowy rasy. Rasa została zatwierdzona przez Irish Department of Agriculture and Food i Komisję Europejską. W tym czasie niewielka liczba przedstawicieli tej rasy trafiła do USA. W 2011 roku zarejestrowana populacja liczyła ponad 300 kuców Kerry Bog.

## Charakterystyka

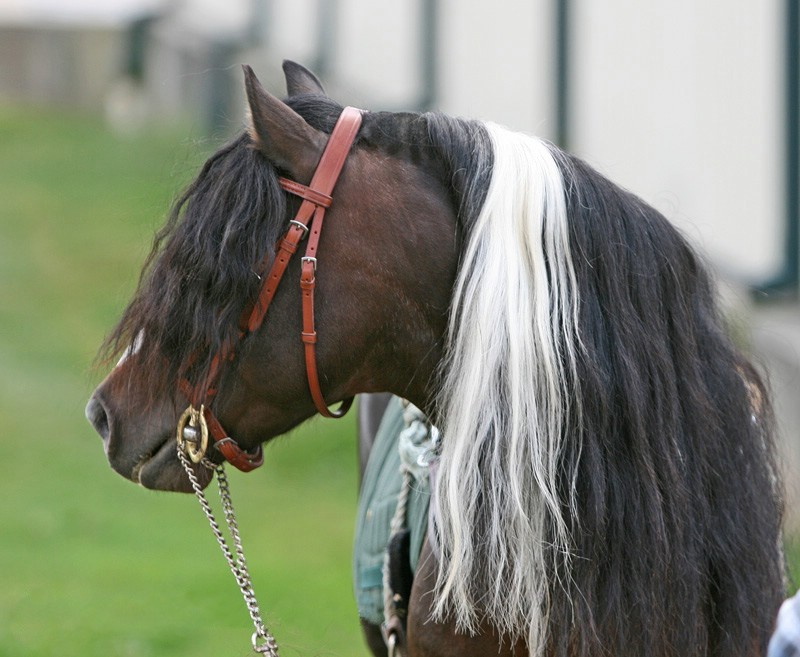
Głowa Badgera, przedstawiciela rasy Kerry Bog

Pierwszy opis standardu rasy powstał w 1994 roku, a modyfikacji uległ w 2005. Kuce Kerry Bog zwykle osiągają od 102 do 122 cm w kłębie. Według irlandzkiego standardu rasy klacze powinny mieć 103–110 cm, a ogiery i wałachy 110–120 cm. Dzięki temu, że w stosunku do wzrostu są dość lekkie, mogą swobodnie poruszać się po grząskiej powierzchni. Ich tylne kopyta często poruszają się na innej linii, niż przednie, co ułatwia im utrzymanie równowagi na torfowiskach. Kuce Kerry Bog są bardzo łatwe w hodowli: są w stanie wyżyć na wrzosowiskach, jedząc rośliny o bardzo niskiej zawartości składników odżywczych. W skład ich diety wchodzi wtedy między innymi mech torfowy oraz wodorosty. Są muskularne i silne. Mają głowy z wklęsłym profilem, małe uszy i duże oczy. Ich zimowa sierść jest gruba i długa, stanowiąc doskonałą ochronę przed złą pogodą. Mogą mieć wszystkie jednolite maści, w tym takie, jak izabelowata, a białe odmiany na głowie i nogach są w przypadku tej rasy bardzo powszechne. Kuce o maści srokatej nie są akceptowane. Rasa wykorzystywana jest do powożenia, jako pupile oraz do hippoterapii.
Rasa ta była historycznie znana jako „hobby”, być może od nawoływania kuców słowami „hub hub”. Jest uważana za jedną z typowych ras pochodzących z Wysp Brytyjskich, które powstały na terenach górskich i na wrzosowiskach. W badaniach genetycznych mitochondrialnego DNA z 2006 roku wykryto, że Kerry Bog nie są rasą blisko spokrewnioną z Irish Draught i z kucem Connemara. Ma rzadką haplogrupę, która zdradza, że kuce tej rasy są bliżej spokrewnione z końmi z zachodniej Europy, w tym z kucami szetlandzkimi i z koniem islandzkim. Badanie z 2012 roku wykazało związki tej rasy z kucem Dartmoor oraz Exmoor, ale brak powiązań z walijskim kucem górskim, a także potwierdziło brak związków z kucem Connemara. Badania wykazały również, że w latach 90. rasa była krzyżowana z innymi, w celu przedłużenia jej istnienia. Kerry Bog mógł przyczynić się do powstania rasy Tinker.

## Historia

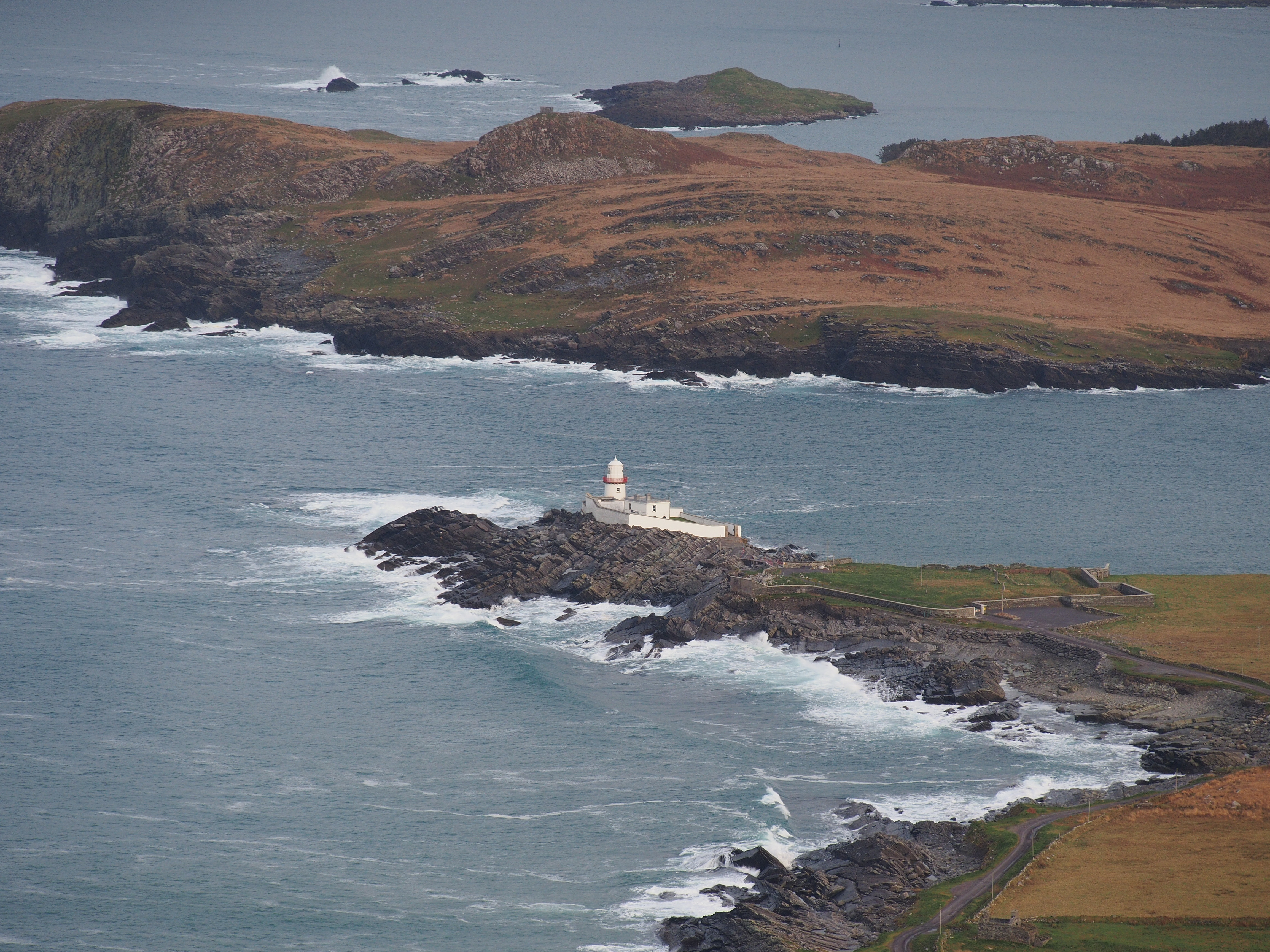
Widok z hrabstwa Kerry, ojczyzny rasy

Pierwotne pochodzenie rasy jest nieznane, ale wiadomo, że w hrabstwie Kerry, na torfowiskach funkcjonowała rasa dziko żyjących koni od co najmniej 1600 roku. Na ilustracji z książki z 1617 roku pojawiły się konie przypominające dzisiejszego Kuca Kerry Bog i oryginalne irlandzkie hobby, ukazując podobną morfologię dwóch ras. Oryginalnie kuce tej rasy były wykorzystywane do transportu torfu i wodorostów. Były znane ze swojej zdolności poruszania się na bagnach oraz na skałach, często przy wilgotnej i wietrznej pogodzie. Były też cenione za swoją dużą siłę w stosunku do swojego wzrostu. Niektóre osobniki przyuczano do ciągnięcia wozów. Gdy nie były potrzebne, wypuszczano je na wrzosowiska, by znów je łapać, gdy były przydatne w gospodarstwie. Nie istniały lub prawie nie istniały hodowle tej rasy. Zamiast tego pozwalano jej się rozmnażać w ich rodzimym otoczeniu. W 1720 roku Isaac Ware udał się do hrabstwa Kerry i zaobserwował, że konie przypominają kuce Asturcón z Hiszpanii.
Brytyjska kawaleria dowiedziała się o kucykach w 1804 roku podczas wojny na Półwyspie Iberyjskim i używała ich w jej trakcie jako koni jucznych. Większość z koni nie wróciła do Irlandii. Przez wielki głód w Irlandii w latach 1845–1852 rasa stała się jeszcze rzadsza: rolnicy, którzy wcześniej je wykorzystywali i utrzymywali, zmarli lub wyemigrowali. Ponadto na wyspę zostały przywiezione hiszpańskie osły, które miały zastąpić kucyki, a gdy torf przestał być wykorzystywany jako paliwo, rasa nie była więcej potrzebna. W połowie XIX wieku zaczęto łączyć gospodarstwa i wykorzystywać większą liczbę maszyn oraz koni pociągowych, co dodatkowo wpływało na zmniejszanie się populacji. Kerry Bogi żyły więc zdziczałe na wrzosowiskach, zwykle ignorowane przez miejscowych i niekiedy przez nich atakowane.

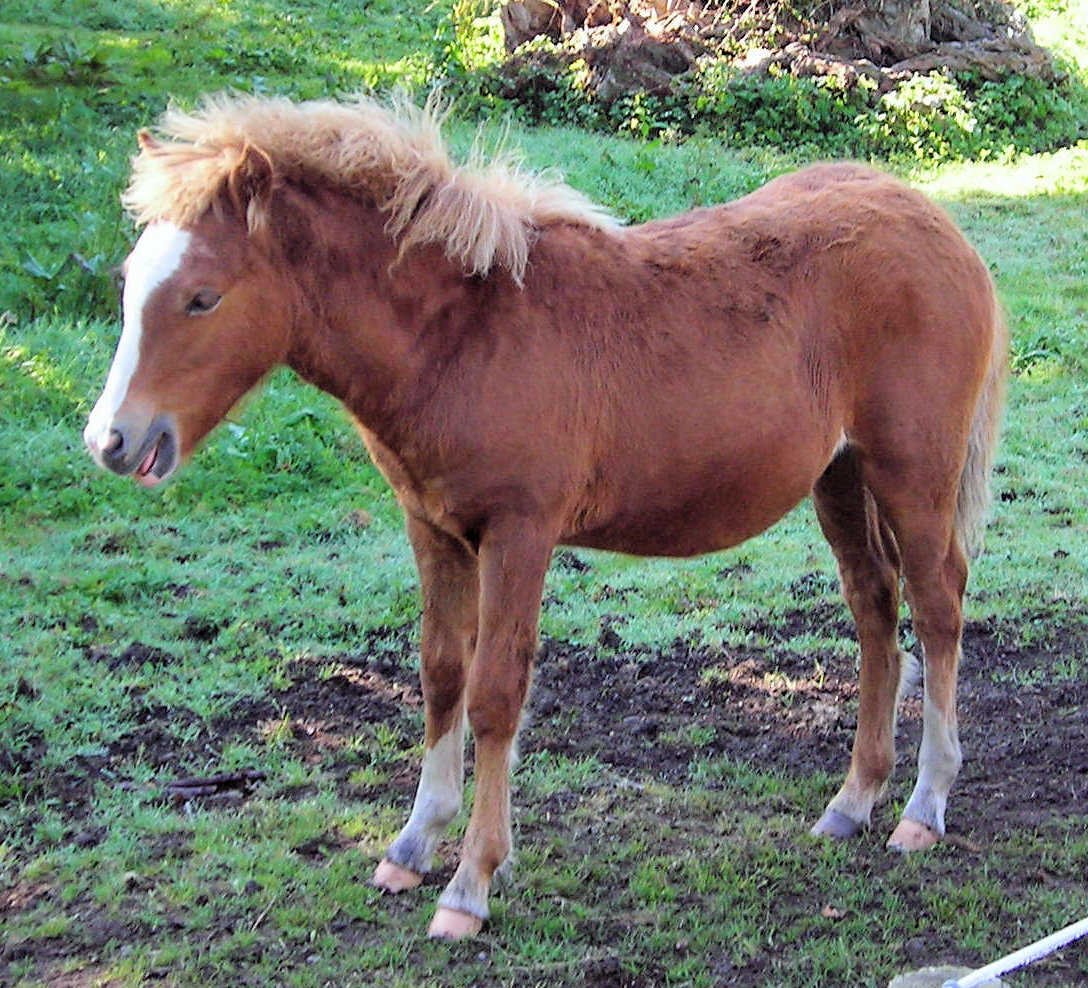
Źrebię rasy Kerry Bog

### Odrodzenie rasy
W 1994 roku John Mulvihill, właściciel restauracji The Red Fox Inn we wsi Kerry Bog w Glenbeigh rozpoczął poszukiwanie szczątków populacji rasy, pomimo doniesień dotyczących jej wymarcia. W końcu odnalazł 20 kucyków, które przypominały te, które pamiętał z dzieciństwa. Zabrał je z bagna do własnej stajni. W 1995 roku pobrał ich krew i oddał na badania do Weatherby's Ireland, które zbadało markery ich DNA. Kolejne testy wykazały, że Kerry Bogi to wyjątkowa rasa, znacznie różniąca się od innych lokalnych odmian, które występują w Irlandii i Wielkiej Brytanii. Wśród 20 zwierząt znajdował się tylko jeden ogier o imieniu Flashy Fox. W latach 1995–2012 spłodził ponad 140 źrebiąt i odegrał znaczącą rolę w ponownym odbudowaniu rasy.
Mulvihill kontynuował hodowlę oraz promowanie lokalnych kuców. W 2002 roku rasa została uznana przez irlandzki rząd jako Irish Heritage Pony. W tym samym roku powstało Kerry Bog Pony Society. Amerykanie zainteresowali się rasą i w 2003 roku do hodowli w Ohio zostało sprowadzone jedenaście Kerry Bogów. W 2005 roku powstało American Kerry Bog Pony Society. W tym samym roku Irish Department of Agriculture and Food i Komisja Europejska zatwierdziły rasę. W następnym roku Irish Horse Board wydał pierwsze paszporty dla przedstawicieli Kerry Bogów. Do 2009 roku istniała możliwość, aby rozmnażać konie bez dokumentów, ale za to o cechach tej rasy, których potomstwo było uznawane jako Kerry Bogi. Wynikało to między innymi z lęku przed chowem wsobnym. Rasa ta stała się też częścią programu Rural Environment Protection Scheme, który nagradzał rolników za używanie metod przyjaznych dla środowiska. Wieś Kerry Bog jest dzisiaj skansenem w Ring of Kerry, w którym znajduje się pierwsza populacja odrodzonej rasy.

## Hodowla dzisiaj
W 2011 roku w irlandzkim rejestrze było zapisanych 335 klaczy i 51 ogierów, w tym 59 źrebiąt z tego roku. Liczebność rasy bezustannie rośnie od kiedy w 2005 roku zaczęto ją oficjalnie rejestrować. Daje to kucowi trzecie miejsce pod względem popularności wśród innych irlandzkich ras kuców, za kucami Connemara oraz Irish Draugh. Pomimo rosnącej liczby, rasa wciąż jest uważana za krytycznie zagrożoną przez Equus Survival Trust. Końmi zarządza organizacja Kerry Bog Pony Co-Operative Society of Ireland (formalnie the Kerry Bog Pony Society), która znajduje się w Irlandii, z siedzibą w Wielkiej Brytanii. Każdy koń podlega kontroli zanim zostanie wpisany do księgi hodowlanej. Ta dzieli rasę na cztery klasy: kuce klasy 1 spełniają wszystkie wymagania, kuce klasy 2 nie spełniają wymagań dotyczących wysokości, kuce klasy 3 nie spełniają wymagań dotyczących maści, a kuce klasy 4 jeszcze nie poddały się oficjalnej kontroli.  Stowarzyszenie hodowców od 2007 roku co roku prowadzi pokaz i sprzedaż koni tej rasy w Glenbeigh w hrabstwie Kerry.
W sierpniu 2016 roku dwa pierwsze kucyki wywiezione z Irlandii trafiły do Austrii. Międzynarodowe Stowarzyszenie Kuców Kerry Bog zostało utworzone w tym samym czasie przez grupę hodowców, aby utworzyć rejestr dla właścicieli kucyków obejmujących wiele krajów.
Tuż po narodzinach wszystkie nowo narodzone źrebaki mają wszczepiany chip.